# Volvo B10L
Volvo B10L — шасси, на котором строили свои автобусы различные автопроизводители, выпускавшееся шведским автопроизводителем Volvo Bussar в период с 1993 по 2005 год. Существует также сочленённая версия, известная как B10LA.

## Производство

### Великобритания
B10L производился в Великобритании и Ирландии в период с 1994 по 1999 год с кузовами Alexander (Belfast) Ultra и Wright Liberator. Кузов Alexander Ultra основывался на шведском дизайне, произведённом Säffle (дочерняя компания Volvo), которая построила кузов на первом B10L, импортированном в Великобританию. Кузов Wright оказался немного популярнее.
В Великобритании сочленённый B10LA был создан компанией Wrightbus для дочерних компаний FirstGroup в Манчестере (15), Лидсе (15) и Глазго (10). Корпус Wright для B10LA называется Fusion.
B10L пользовался ограниченным успехом в Великобритании. В 1997 году Volvo B10BLE был представлен на британском рынке, и это шасси быстро стало более популярным. B10BLE был дешевле, чем B10L, и разделял больше общего с ступенчатым B10B, прототипы которого уже принадлежали многим его клиентам.

### Ирландия
Одиннадцать автобусов на шасси B10L с кузовом Wright Liberator обслуживаются Bus Éireann в Корке, а дочерняя компания CIÉ Dublin Bus приобрела пять B10L с кузовом Alexander Ultra для использования в Дублине. Шестой, экспериментальный автобус, был изначально арендован, а затем возвращён обратно на завод.

### Финляндия
Helsingin Bussiliikenne имеет 41 автобус Volvo B10L с кузовами Carrus City U, приобретёнными в период с 1995 по 1999 год. 21 из них работает на газе. Pohjolan Liikenne купил четыре автобуса Volvo B10L с кузовом Lahti 402 в 1999 году. 
Tampereen kaupunkiliikenne имеет восемь сочленённых автобусов Volvo B10LA с кузовами Carrus City U, купленных в период с 1996 по 1998 год и в 2008 году.
Jyväskylän Liikenne имеет 29 автобусов Volvo B10L с кузовами Carrus City U, построенных в период с 1997 по 1998 год. Часть этих автобусов была куплена у Kuopion Liikenne. Koiviston Auto имеет пять автобусов Volvo B10L с кузовами Carrus City U, купленных в 1997 и 1998 годах.